# 軌道太陽天文台

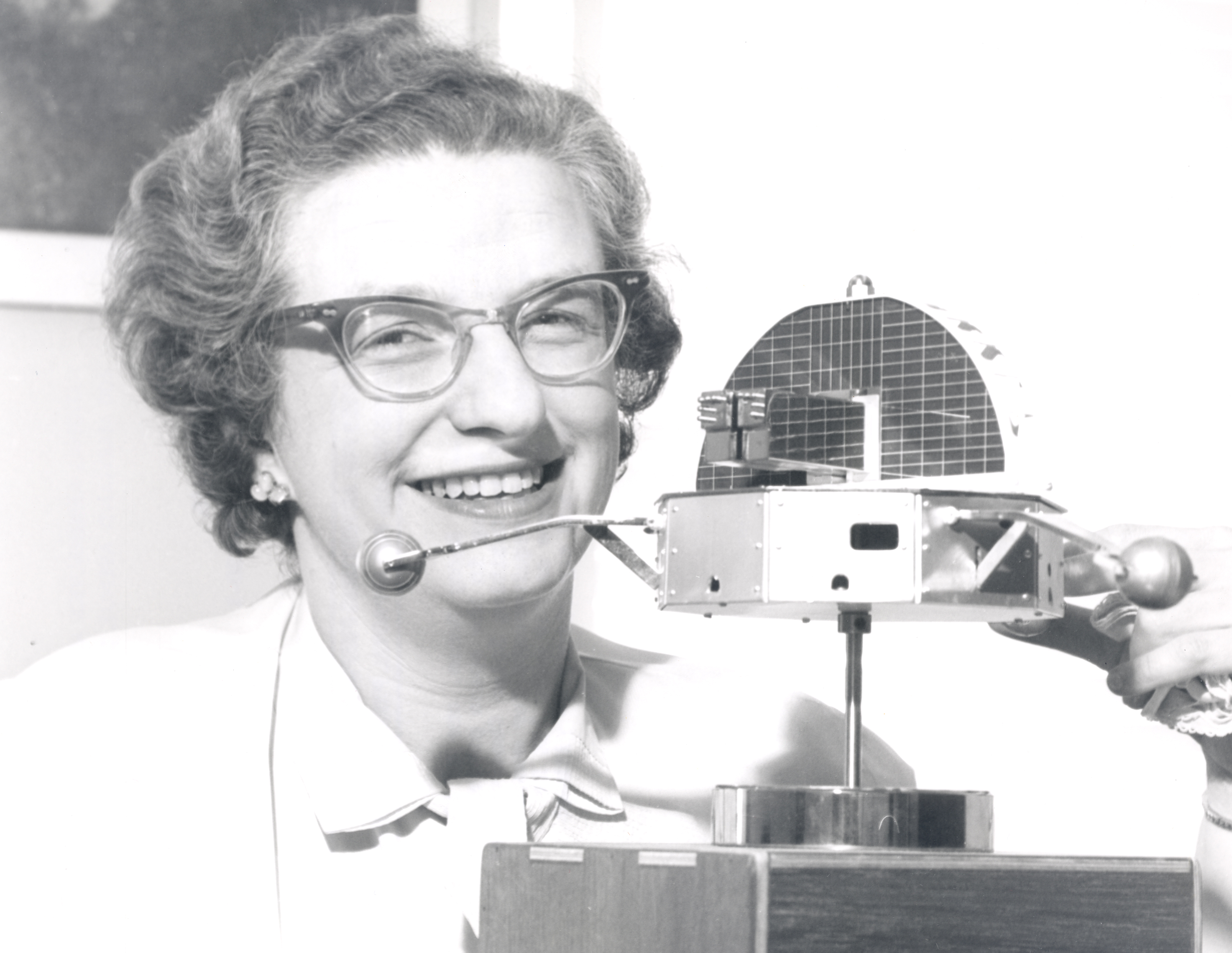
南希·羅曼博士與太陽軌道天文台的模型。

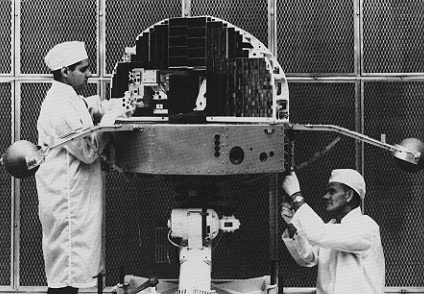
OSO 4衛星

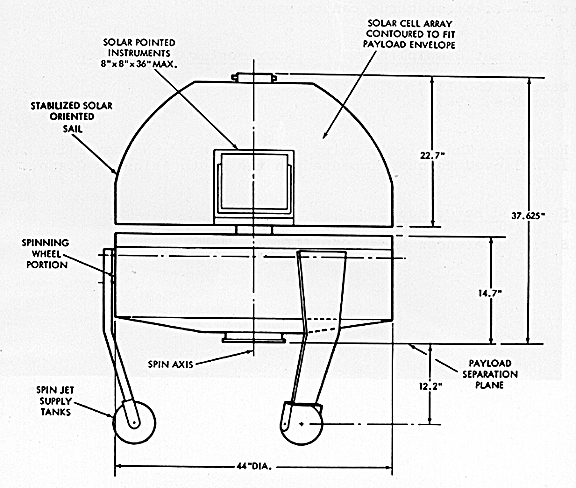
軌道太陽天文台的草圖

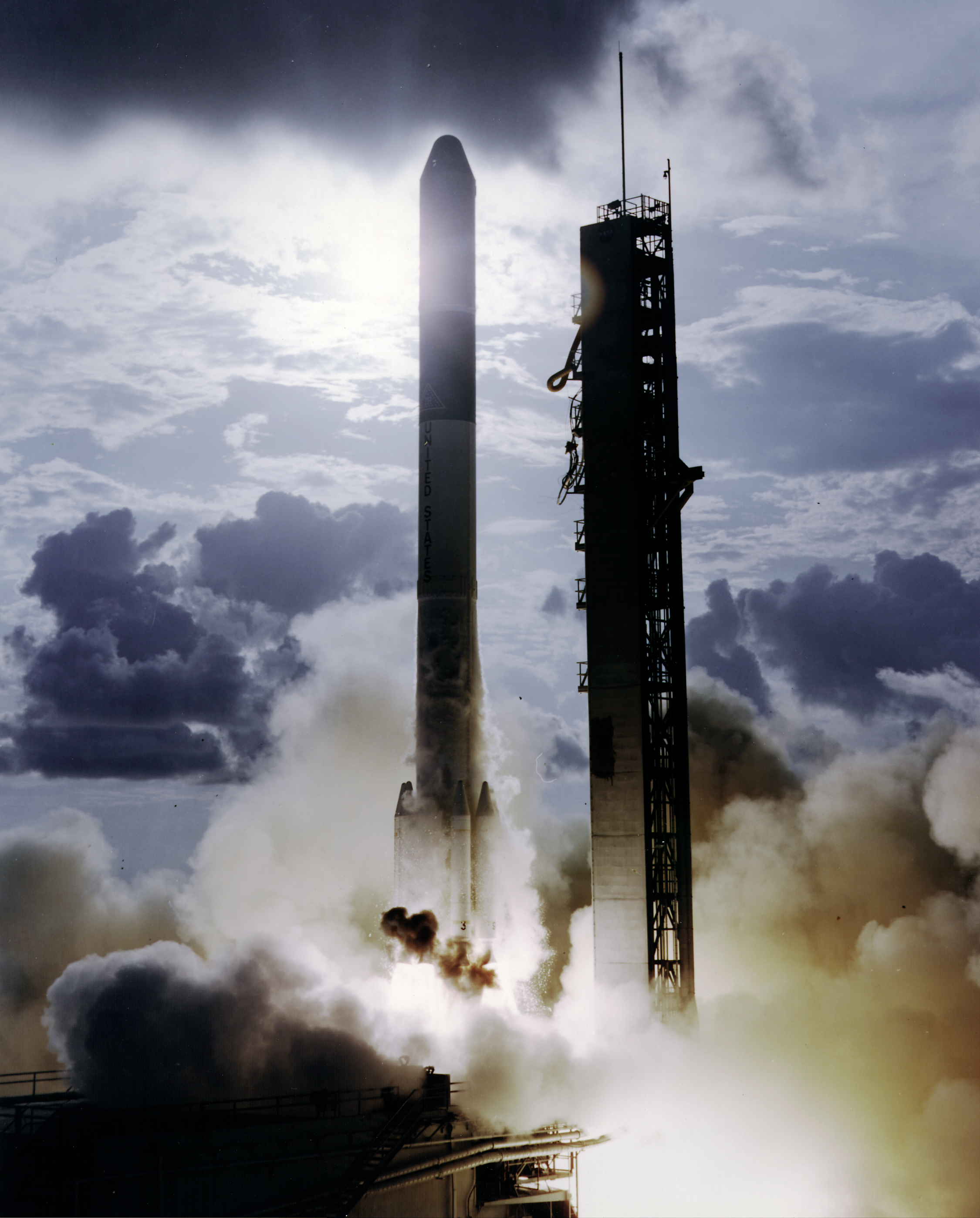
1975年6月21日，OSO 8號在佛羅里達州的卡納維爾角由戴爾他火箭發射。

軌道太陽天文台（英語：Orbiting Solar Observatory，簡稱OSO）是美國觀測太陽的一系列太空望遠鏡計畫，主要的目的是研究太陽，也包括一些與太陽無關的實驗。在1962年至1975年間，美國國家航空暨太空總署使用戴爾塔火箭成功的將8架陸續發射到近地軌道。它們的主要任務是在紫外線和X射線的波段觀察太陽黑子的11年週期。最初的7架（OSO1-7）是由位於科羅拉多州博爾德科，後來被稱為氣球兄弟研究公司的深太空氣球建造，OSO 8由在加利福尼亞州卡爾弗市的休斯太空與通信公司建造。

## 歷史
整個系列基本設計的特點是旋轉部分，輪，如同提供穩定性的陀螺儀。第二部分是"帆"，用電力驅動相對於輪來旋轉，以穩定的指向太陽。帆攜帶著有指向太陽的儀器，以及提供動力的太陽光伏電池陣列。因為輪和帆船之間的軸承必須在高度真空的環境，且沒有正常潤滑的條件下，平穩的運行好幾個月，所以是設計上的一個關鍵特點。因為大多數飛行器的功能和其它的觀測儀器都在輪的部分，它也需要將帆攜帶的儀器指向太陽，並且將資料和電力傳輸到輪。通常通過一個矢徑的旋轉，每隔幾秒鐘就會掃描天空，也會掃掠過太陽。
OSO B在1964年4月14日組合和檢驗時發生了一起意外事件。衛星在卡納維爾角的旋轉實驗設施內連結到第三節的戴爾塔-C助推器，而技術人員不小心的經由靜電點燃了助推器。第三節的引擎被啟動，將衛星和本身發射到屋頂，插入建築物的一角，並持續燃燒到燃料耗盡，導致三名技術人員被燒死。衛星雖然受損，但能使用原型的零件、備用和部分新的飛行組件進行維修。它在10個月後的1965年2月3日發射，進入軌道後被命名為OSO 2。
OSO C未能進入軌道。在1965年8月25日升空，到第二節都進行得很順利。 在要與第三節分離前的滑行階段，它的火箭發動機過早點火。雖然第三節設法分離了，但他的推力損失了18%。OSO因此無法達到進入軌道的速度，於是掉回大氣層中燒毀。這個故障被懷疑是在前一次發射戴爾塔-C時（7月2日 TIROS 10）遇到一些技術上的困難後，對第三節的點火裝置進行修改造成的。
| 名稱           | 發射日期       | 返回日期      | 註解與成果                                                                    |
| -------------- | -------------- | ------------- | ----------------------------------------------------------------------------- |
| OSO 1 (OSO A)  | 1962年3月7日   | 1981年10月7日 |                                                                               |
| OSO 2 (OSO B2) | 1965年2月3日   | 1989年8月8日  |                                                                               |
| OSO 3 (OSO E1) | 1967年3月8日   | 1982年4月4日  | 觀測到來自太陽的太陽閃焰，以及來自天蠍座X-1的閃焰                             |
| OSO 4 (OSO D)  | 1967年10月18日 | 1982年6月14日 |                                                                               |
| OSO 5 (OSO F)  | 1969年1月22日  | 1984年4月2日  | 測量從14-200電子伏特X射線的背景漫反射。                                       |
| OSO 6 (OSO G)  | 1969年8月9日   | 1981年3月7日  | 觀測了與伽馬射線暴巧合的3個突發硬X射線。                                      |
| OSO 7 (OSO H)  | 1971年9月29日  | 1974年7月8日  | 觀察到太陽閃焰中的γ射線光譜。收集到的資料足以識別船帆座X-1是大質量X射線聯星。 |
| OSO 8 (OSO I)  | 1975年6月12日  | 1986年7月8日  | 在星系團的X射線光譜中發現鐵的發射光譜。                                       |

## 外部連結
- 在NASA的 OSO 1 （页面存档备份，存于），OSO 2[]，OSO 3 （页面存档备份，存于），OSO 4 （页面存档备份，存于），OSO 5 （页面存档备份，存于），OSO 6 （页面存档备份，存于），OSO 7，OSO 8 （页面存档备份，存于）
- 在美國國家太空科學資料中心（英语：National Space Science Data Center）的OSO 1 實驗記錄 （页面存档备份，存于） ：